# کوندو چوجیرو
کوندو چوجیرو ((به ژاپنی: 近藤長次郎 Kondou Tyojiro); ۴ ژانویهٔ ۱۸۳۸ – ۲۸ فوریهٔ ۱۸۶۶) سامورایی، اهل قلمروی توسا در دوره باکوماتسو بود.